# Friends Life
Friends Life, anciennement connu sous le nom de Resolution Limited, est une structure d'investissements basée à Guernesey et dont l'objectif avoué est de forcer la consolidation dans le secteur de l'assurance-vie britannique. 
En novembre 2014, Aviva acquiert Friends Life pour 5,6 milliards de livres, les actionnaires de ce dernier détenant 26 % de la nouvelle structure.